# Dasan Baru (Kediri)
Dasan Baru is een bestuurslaag in het regentschap West-Lombok van de provincie West-Nusa Tenggara, Indonesië. Dasan Baru telt 3115 inwoners (volkstelling 2010).